# Scurelle
Scurelle település Olaszországban, Trento megyében. Lakosainak száma 1335 fő (2023. január 1.). Scurelle Bieno, Carzano, Castello Tesino, Castelnuovo, Cinte Tesino, Pieve Tesino, Castel Ivano és Telve községekkel határos.

## Népesség
A település népességének változása:
| Lakosok száma | 1437 | 1422 | 1335 |
|               | 2017 | 2018 | 2023 |